# Margot De Ridder
Margot De Ridder (Mariakerke, 5 oktober 1991) is een Vlaamse actrice en zangeres.
Ze speelde haar eerste rol als driejarige in de televisieserie Ons Geluk. Daarna speelde ze diverse rollen in diverse televisieseries, reclamespotjes en kortfilms, maar is vooral bekend door haar vertolking van Dorien De Bondt in Flikken. Daarnaast had ze rollen in series als De Kavijaks, Aspe en F.C. De Kampioenen.
Sinds enkele jaren is ze ook actief bezig met zingen. Door haar deelname aan het programma Steracteur Sterartiest werd ze bij het grote publiek bekend als zangeres.
Momenteel volgt ze een opleiding aan het Conservatorium van Gent.

## Beginjaren

### Jeugd
De Ridder volgde lager onderwijs op basisschool De Brug in haar woonplaats Mariakerke en middelbaar in het Atheneum Wispelberg in Gent. Gedurende haar jeugd volgde ze bij het JAM Centrum in Sleidinge, Opleidingscentrum Bebop, Event Team en Theater Neon les in drama, zang en verschillende dansstijlen – waaronder klassiek en jazzballet, streetdance, hiphop en videoclip-dance. Verder volgde ze een tijdlang les in aikido.

### Eerste rollen
De Ridder trad als kleuter op in Ons Geluk na een selectie op basis van een foto, gevolgd door een auditie. Enige tijd later werd ze via een auditie op school geselecteerd voor Kinderpraat. Ook speelde ze kleine rollen in diverse kortfilms en in reclamespotjes en verscheen ze in Ketnet Splash en Binnen Zonder Bellen.

## 1998–2009: Bekendheid als actrice en zangeres

### 1998–2007:Flikken
Begin 1998 – De Ridder was toen zes – werd ze via Theatergezelschap Event Team gevraagd te auditeren voor een bijrol in de opvolger van de successerie Heterdaad, Flikken. Tijdens de auditie ontmoette ze Andrea Croonenberghs en Joke Devynck en moest met hen een korte scène spelen. Terwijl de twee actrices een dialoog speelden, moest De Ridder met tegenzin een boterham opeten. Uiteindelijk werd ze uit een honderdtal kinderen geselecteerd om Dorien De Bondt gestalte te geven. In het begin was haar rol heel beperkt en moest ze vooral slaapscènes spelen, maar geleidelijk aan was ze meer te zien. De scène waarmee De Ridder auditie deed, werd uiteindelijk ook in de serie verwerkt. Uiteindelijk zou De Ridder ruim zes jaar lang in de successerie te zien zijn.
Haar avontuur in Flikken kwam ten einde toen Croonenberghs in 2005 besloot de serie te verlaten en zo De Ridders rol verdween. De Ridder had op dat moment de opnames van De Kavijaks er al op zitten; in deze vijfdelige miniserie speelde ze Jeanne Vantorre, naast onder andere Jan Decleir en Sien Eggers. Ze deelde deze rol met Jessa Wildemeersch, bekend van onder meer Verlengd Weekend.

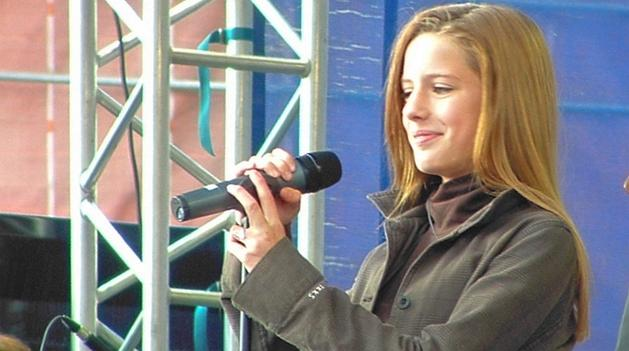
De Ridder tijdens een optreden op Flikkendag (2004).

### 1999–2008: Eerste muzikale stappen
In de jaren dat ze in Flikken speelde, werd De Ridder regelmatig gevraagd voor gastrollen in andere series – waaronder Spoed. Omdat ze vanwege haar leeftijd gebonden was aan de wet op kinderarbeid en al haar werkdagen voor Flikken nodig waren, heeft ze nagenoeg alles moeten weigeren. In haar vrije tijd had ze wel de mogelijkheid om deel te nemen aan andere projecten. Zo kreeg ze in 2002 de rol van Dodger in de musical Oliver! van Event Team, waarin ze zou spelen naast onder meer Chris Van Tongelen. De productie werd echter enkele weken voor de première geannuleerd. In 1999 had ze zich reeds aangesloten bij theatergroep Neon, dat later werd omgedoopt tot VZW Kamer 58. Samen met Neon kroop ze in 2002 het grote podium van Flikkendag op, waar De Ridder als elfjarige een van haar eerste publieke muzikale ervaringen opdeed. Verder voerde ze met het theatergezelschap musicals op tijdens de Gentse Feesten; wegens tijdgebrek door andere activiteiten heeft ze na 2005 haar lidmaatschap moeten opzeggen.
Inmiddels was De Ridder volledig in de ban geraakt van het zingen en had besloten zich in 2004 in te schrijven aan de Brusselse muziekschool Oldskool. Ze kreeg er lessen jazz en andere lichte muziek, liep er verschillende stages en kreeg er individuele zanglessen. In 2008 rondde ze de vierjarige opleiding af. Hoewel ze in 2008 nog een gastrol had in Aspe heeft De Ridder haar acteerambities sindsdien op een lager pitje gezet om zich volledig te kunnen concentreren op een professionele zangcarrière. In 2008 nam ze de artiestennaam "Pearl" aan, later dat jaar reeds werd dat "Rosie Pearl". Dit is een samentrekking van de tweede voornaam van Laurence Putman, Rosie, en de Engelse vertaling van het Griekse woord margaritè, pearl, waar ook de naam Margot van is afgeleid. In 2007 sloot De Ridder zich aan bij Larry's Angels, dat fungeerde als platenlabel en management, met Laurence Putman als haar manager en vocal-coach en Nicolas Lefèvre verantwoordelijk voor de arrangementen en productie van haar nummers. Onder Larry's Angels bracht De Ridder een minialbum uit met een vijftal eigen nummers, die ze in september 2008 ten gehore bracht tijdens haar eerste solo-optreden onder haar artiestennaam. De Ridder besloot haar geluk te beproeven via de talentenjacht Steracteur Sterartiest; de samenwerking met Larry's Angels werd opgezegd en de band achter Rosie Pearl werd opgedoekt.

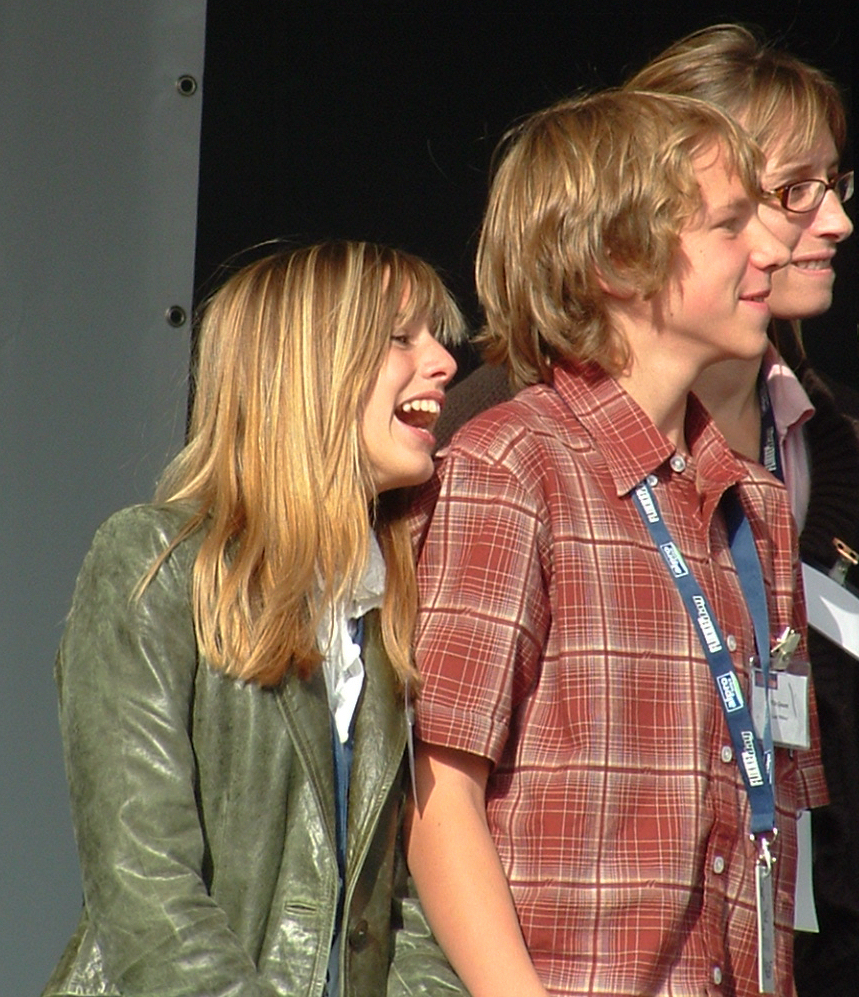
De Ridder tijdens Flikkendag, in het gezelschap van Rik Geuns en Tania Kloek (2005).

### 2008–2009:Steracteur Steratiest
In 2008 deed De Ridder auditie voor het derde seizoen van Steracteur Sterartiest, waarvoor ze ook geselecteerd werd. Een maand na de auditie kreeg ze te horen dat ze was geselecteerd als een van de kandidaten. Vanaf de derde aflevering zong ze mee en zamelde ze geld in voor haar goede doel, Bednet.

## 2009–heden: Recente en huidige activiteiten

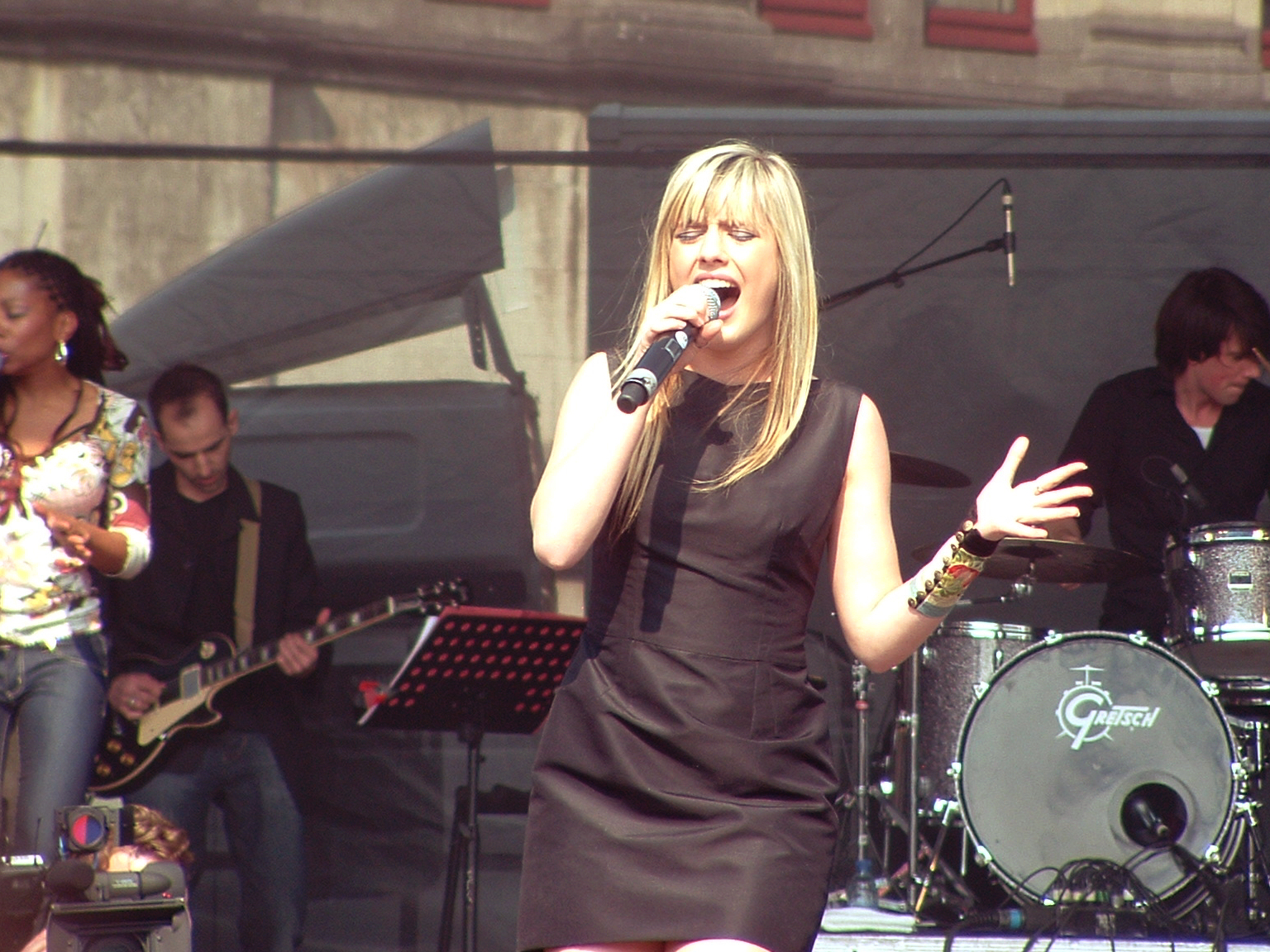
De Ridder tijdens een optreden op Flikken Adieu (2009).

### NaSteracteur
Na afloop van Steracteur Sterartiest is De Ridder, op enkele kleine optredens en een Cityclip in 1000 Zonnen na, nauwelijks muzikaal actief geweest. Wel volgde ze muziekles en bleef ze werken aan eigen materiaal. Ze werd wel wat actiever op acteergebied: voor de tweede keer in even veel jaren was ze te zien in een gastrol in Aspe; de opnames dateren echter van anderhalf jaar eerder. Daarnaast was ze te zien in een aflevering van Zone Stad. Ook kreeg ze een gastrol toebedeeld in het voorlaatste seizoen van F.C. De Kampioenen, als het vriendinnetje van Niels Destadsbader.

### Opleiding Conservatorium
De Ridder studeert sinds 2009 aan het Conservatorium van Gent, waar ze de driejarige Bacheloropleiding Uitvoerende Muziek Jazz/Pop en zang zal gaan volgen. Ze zegt het fantastisch te vinden zich dagelijks bezig te houden met datgene dat ze het liefste doet en iedere dag bij te leren. Ze kreeg en krijgt er les van onder meer basgitaristen Maarten Weyler en Christophe Devisscher, zangeressen Sofie Verbruggen en Kristen Cornwell en toetsenisten Werner Meert en Peter Lesage.
Naast haar studie blijft ze werken aan eigen materiaal. Door haar deelname aan Steracteur Sterartiest maakte ze kennis met Wilfried Van Beveren, de vocal coach van het programma die haar ook na het programma bleef begeleiden op het gebied van close harmony. Bert Gielen, pianist en musical director bij vele muziekprogramma's van de VRT, helpt met teksten en composities. Met deze laatste persoon werkt ze aan een "nieuw, uitdagend project". Eind maart 2011 werd duidelijk dat De Ridder deel ging uitmaken van een nieuwe formatie genaamd No Motion. De groep stelde zich middels een try-out op 7 april voor in het Gentse theater Scala. De Ridder wordt muzikaal ondersteund door Denzil Delaere (piano en keyboard), Bogus-gitarist Florian De Schepper (elektrische gitaar), Jelle Van Cleemputte (basgitaar), Thijs Vanackere (keyboard) en Simon Decraene (drums). De stijl van de groep wordt omschreven als "spiced up soul-funk". In de loop van 2012 zal De Ridder optreden met Bogus in het Duitse Dudenhofen.

## Liefdadigheid
Voor Steracteur Sterartiest steunde De Ridder Bednet, een kleine en relatief onbekende organisatie. Vlak na haar Steracteur-avontuur, zette De Ridder zich in voor VZW Zinloos Geweld. De vzw organiseerde ook een benefietconcert waarvoor De Ridder een optreden verzorgde; daarnaast werd een privéoptreden geveild ten bate van de organisatie. In februari 2010 trad ze samen met haar band op tijdens Gent Zingt voor Haïti, een evenement georganiseerd ten voordele van de slachtoffers van de aardbeving in Haïti.

## Overzicht

### Filmografie
| Televisie | Televisie          | Televisie          | Televisie                        |
| Jaar      | Productie          | Rol                | Opmerkingen                      |
| --------- | ------------------ | ------------------ | -------------------------------- |
| 1995–1996 | Ons Geluk          | Liesje             | Bijrol                           |
| 1999–2005 | Flikken            | Dorien De Bondt    | Bijrol                           |
| 2005      | De Kavijaks        | Jeanne Vantorre #1 |                                  |
| 2008      | Aspe               | Tiener             | Afl. 4.12, Broederschap (deel 1) |
| 2009      | Aspe               | Tanya Pinsier      | Afl. 5.06, Zinloos geweld        |
| 2010      | F.C. De Kampioenen | Julie Grootjans    | Afl. 20.11, Ronaldinho en Julia  |
| 2010      | Zone Stad          | Julie              | Afl. 5.02, Welpen en wolven      |

### Theatrografie
| Theater | Theater             | Theater  | Theater                 | Theater |
| Seizoen | Productie           | Rol      | Opmerkingen             |         |
| ------- | ------------------- | -------- | ----------------------- | ------- |
| 2000    | Sneeuwwitje         | Onbekend | Event Team              |         |
| 2001    | Pinokkio            | Onbekend | Event Team              |         |
| 2002    | Jungle Book         | Onbekend | Event Team              |         |
| 2003    | Oliver!             | Dodger   | Event Team, gecancelled |         |
| 2003    | Famous!             | Onbekend | Event Team              |         |
| 2004    | Het Bal der Fobieën | Onbekend | Theater Neon            |         |
| 2005    | Festival!           | Onbekend | Vzw Kamer 58            |         |

### Discografie
| Demo's Oldskool - 2005 · Sunny, cover van Boney M. - 2006 · Distance | Overige opnames - 2007 · Fifteen - 2007 · Love You Not - 2008 · Part of Me - 2008 · Dumb Blonde - 2008 · Hidden Unveiled - 2008 · Fifteen (nieuwe opname) - 2008 · Love You Not (nieuwe opname) |

## Trivia
- Op 5-jarige leeftijd was ze te gast bij Koen Wauters in het programma Binnen zonder bellen (seizoen 2, aflevering 2), in de rubriek "Wacht maar tot we thuis zijn".[30]